# El gran hombre gris de Ben MacDhui

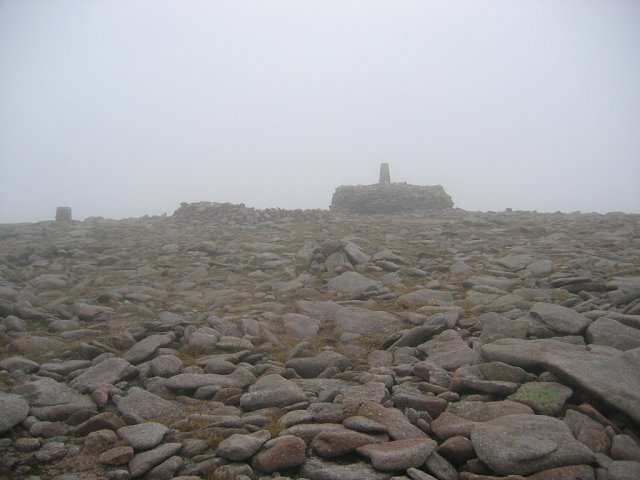
Cumbre del Ben MacDui

Am Fear Liath Mòr (también conocido como El Gran Hombre Gris de Ben MacDhui o simplemente El hombre Gris) es el nombre de una presencia o criatura que se dice mora la cumbre y pasos de Ben MacDhui, el pico montañoso más elevado de los Cairngorms y el segundo pico más alto de Escocia. Ha sido descrito como una figura extremadamente alta cubierta de pelo corto, o una presencia invisible que causa sensaciones extrañas en las personas que escalan la montaña. La evidencia de la existencia de esta supuesta criatura solo se limita a algunos avistamientos y unas pocas fotografías de huellas extrañas, que se le atribuyen a este ser.

## Historia
Tradicionalmente se lo consideraba un ser sobrenatural, pero los criptozoólogos han comparado al Am Fear Liath Mòr con el yeti del Himalaya y el Sasquatch o Piegrande de Norteamérica, y algunos creen que representan homínidos relictos. Sin embargo, las referencias a 'Hombres Grises' salvajes en Escocia y criaturas similares en otros sitios en las islas británicas, a veces llamados Wudewas o 'Hombres de los bosques', solo se remontan al siglo XIII.